# Dizy-le-Gros
Dizy-le-Gros település Franciaországban, Aisne megyében. Lakosainak száma 722 fő (2022. január 1.). Dizy-le-Gros Boncourt, Lappion, Lislet, Montcornet, Montloué, Nizy-le-Comte, Le Thuel, La Ville-aux-Bois-lès-Dizy és Sévigny-Waleppe községekkel határos.

## Népesség
A település népességének változása:
| Lakosok száma | 1032 | 829  | 762  | 764  | 771  | 760  | 747  | 730  | 724  | 722  |
|               | 1968 | 1982 | 1990 | 2006 | 2013 | 2015 | 2017 | 2019 | 2020 | 2022 |